# Pont de Chishi
Le pont de Chishi est un pont à haubans situé dans la province de Hunan. Il a ouvert le 28 octobre 2016.